# Kerli
Kerli Kõiv (* 7. únor 1987, Elva, Estonská SSR, Sovětský svaz), v hudebním světě známá jako Kerli, je estonská zpěvačka, skladatelka a hudební producentka. Na kontě má prozatím jedno studiové album a dvě EP. Spolupracovala s řadou umělců, jako jsou Demi Lovato, SNBRN, Tokio Hotel a Tarja Turunen. Přispěla také na soundtrack k filmu Almost Alice a konceptuální album Frankenweenie Unleashed.
Kerli se zúčastnila množství hudebních soutěží. Když dosáhla 18 let, přestěhovala se do USA, kde se zúčastnila konkurzu u hledače talentů L.A. Reida. V roce 2006 podepsala nahrávací smlouvu s vydavatelstvím Island Records.

## Dětství
Kerli se narodila v městečku Elva v kraji Tartumaa. Její matka Piret Kõiv byla sociální pracovnice a otec Toivo Kõiv pracoval jako automechanik. Když jí bylo 16 let, rodiče se rozešli. Kerli má mladší sestru jménem Eliisa, která se také věnuje hudbě a zúčastnila se soutěže Eesti otsib superstaari.
Jako dítě navštěvovala taneční školu a později se začala zajímat o klasickou hudbu. V deseti letech začala psát příběhy, "knihy" a básně, ve kterých se snažila uniknout ze šedivé reality do světa iluzí. I když ji lidé odrazovali, v šestnácti letech opustila školu a rozhodla se věnovat pouze hudební kariéře.

## Diskografie

### Studiová alba
- Love Is Dead (2008)
- Shadow Works (2019)

### EP
- Kerli (2007)
- Utopia (2013)